# Carl Dischler
Carl Johan Dischler, även Disler, född 8 juli 1874 i Trondheim, död den 10 februari 1951 i Kristinehamn, var en svensk-norsk målare, frisör och fotograf. 
Dischler studerade vid olika kvällskurser vid målarskolor i Stockholm. 
Dischler flyttade från Ålesund till Arvika runt sekelskiftet 1900. Dä arbetade han som frisör och på ledig tid målade han tavlor. För att kunna studera vid en målarskola flyttade han till Stockholm och arbetade dagtid som frisör och kvällarna var upptagna för studier i målarskolornas kvällskurser. Han flyttade till Kristinehamn 1902 och bosatte sig i den numera rivna Gamla Blindskolan. I Kristinehamn var han verksam som fotograf och målare.
För Kristinehamns stad målade han porträtt av flera fullmäktigeordförande dessa hänger i Stadshotellets solennitetsvåning där fullmäktige har sina sammanträden. För Kristinehamns tingsrätt målade han 1929 ett porträtt av häradshövding L.J. von Knorring. För ordenssällskapet Par Bricole i Göteborg utförde han ett 10-tal porträtt av styrelseledamöterna.
Hans konst består förutom porträtt av landskap, Kristinehamnsmotiv samt kopior av Schultzberg och Fjæstad. Vid sidan av sitt skapande ställde han ofta upp som konferencier och trollkarl i välgörenhetssammanhang. 
En stor del av hans fotografier och glasplåtar skänktes av Karin Dischler till Kristinehamns hembygdsförening efter hans död.
Han var gift med Karin Lagerqvist.